# The Maid of the Wild
The Maid of the Wild è un cortometraggio muto del 1915. Il nome del regista non viene riportato nei credit.
Fu il secondo film interpretato nella sua carriera da Baby Marie Osborne, il primo per la Balboa che aveva messo sotto contratto la piccola attrice che, nata nel novembre 1911, all'epoca non aveva ancora quattro anni.

## Produzione
Il film fu prodotto dalla Balboa Amusement Producing Company.

## Distribuzione
Distribuito dalla Pathé Exchange, il film - un cortometraggio di tre bobine - uscì nelle sale cinematografiche USA il 13 settembre 1915.